# المؤتمر الدائم للأحزاب السياسية في أمريكا اللاتينية
المؤتمر الدائم للأحزاب السياسية في أمريكا اللاتينية ومنطقة الكاريبي COPPPAL (بالإسبانية: Conferencia Permanente de Partidos Políticos de América Latina)‏ هو منظمة دولية للأحزاب السياسية في أمريكا اللاتينية ومنطقة البحر الكاريبي. تم إنشائها بناءًا على طلب من الحزب الثوري المؤسساتي PRI في 12 أكتوبر 1979 في أواكساكا، المكسيك. يجمع الأحزاب الليبرالية والديمقراطية الاشتراكية والأحزاب الديمقراطية المسيحية واليسارية. في الوقت الحاضر، يُعد هو أهم منتدى للأحزاب السياسية في أمريكا اللاتينية ومنطقة البحر الكاريبي. ويرأسها السياسي المكسيكي ثيسار كاماتشو كيروث.

## الأعضاء
هذه قائمة بأسماء الدول الأعضاء في هذه المنظمة الدولية:
- الأرجنتين
- أروبا
- بليز
- بوليفيا
- بونير
- البرازيل
- كندا
- تشيلي
- كولومبيا
- كوستاريكا
- كوبا
- كوراساو
- دومينيكا
- الإكوادور
- السلفادور
- غواتيمالا
- هايتي
- هندوراس
- جامايكا
- المكسيك
- نيكاراغوا
- باراغواي
- بنما
- بيرو
- بورتوريكو
- جمهورية الدومينيكان
- سانت لوسيا
- سانت فينسنت والغرينادين
- الأوروغواي
- فنزويلا